# Пуэрто-Рико на зимних Олимпийских играх 2002
Пуэрто-Рико принимало участие в Зимних Олимпийских играх 2002 года в Солт-Лейк-Сити  (США) в шестой раз за свою историю, но не завоевало ни одной медали.